# HD 219134 b

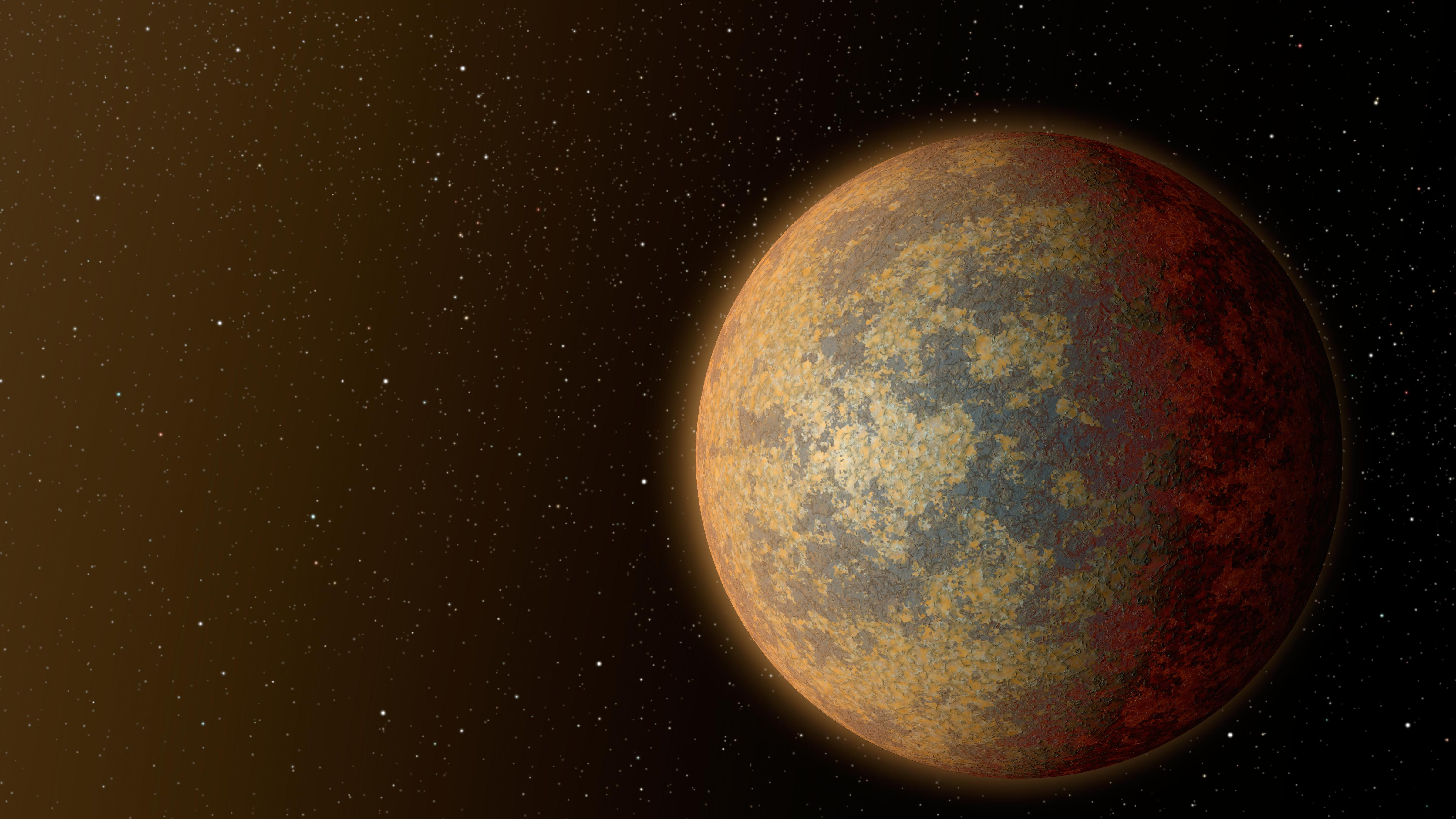
HD 219134 b.

HD 219134 b (o HR 8832 b) es uno de los siete exoplanetas orbitando a HR 8832, una estrella de secuencia principal en la constelación de Casiopea en julio de 2015, es una super Tierra HD 219134 b, con una medida de aproximadamente 1.6 Radios de la Tierra, y una densidad de 6g/cm3, fue reportado como el planeta rocoso más cercano a la Tierra, a 21.25 años luz de distancia.1 El exoplaneta fue inicialmente detectado por el instrumento HARPS-N  en Italia con el Telescopio Nazionale Galileo vía el método de velocidad radial y posteriormente observado por el telescopio Spitzer transitando delante de su estrella.1 2 El exoplaneta tiene una masa de aproximadamente 4.5 veces la de la Tierra y órbita su estrella madre cada tres días.1
- Datos: Q20742883
- Multimedia: HD 219134 b / Q20742883